# (30222) Malecki
Pour les articles homonymes, voir Malecki.
(30222) Malecki est un astéroïde de la ceinture principale d'astéroïdes.

## Description
(30222) Malecki est un astéroïde de la ceinture principale d'astéroïdes. Il fut découvert le 7 avril 2000 à Socorro (Nouveau-Mexique) par le projet LINEAR. Il présente une orbite caractérisée par un demi-grand axe de 2,34 UA, une excentricité de 0,14 et une inclinaison de 6,5° par rapport à l'écliptique.

## Compléments